# سیارک ۱۲۸۲۸
سیارک ۱۲۸۲۸ (به انگلیسی: 12828 Batteas، نامگذاری:1997AU9) دوازده هزار و هشتصد و بیست و هشتمین سیارک کشف شده‌است که در ۳ ژانویه ۱۹۹۷ کشف شد.
قدر مطلق سیارک برابر ۱۷.۰ است.